# Amestec respirabil
Amestecul respirabil este o compoziție gazoasă omogenă formată din oxigen și unul sau două gaze neutre, utilizată în aparatele de respirație pentru scufundări, pompieri (respirație de protecție), camerele de recompresie și oxigenoterapie, submarine, costumele spațiale de cosmonaut, aparatele de anestezie etc
În scufundarea autonomă amestecurile respirabile sunt utilizate în aparatele autonome cu circuit semiînchis, circuit închis, sau circuit mixt numite și recirculatoare deoarece o parte sau tot gazul este recirculat printr-un cartuș epurator care reține bioxidul de carbon.
Sunt folosite și în activitățile de scufundare profesională cu alimentare de la suprafață, scufundare în saturație, case submarine și laboratoare hiperbare.
Gazele neutre (inerte) folosite sunt: heliu, neon, argon; se mai pot folosi azot și hidrogen.
- Azotul este folosit cel mai frecvent.
- Heliul are densitate mai mică decât azotul, astfel respirația la condiții de egală presiune este relativ mai ușoară.
- Neonul este mai rar folosit, experimental.
- Argonul rareori utilizat experimental
- Hidrogenul este folosit în laboratoare hiperbare și scufundarea în saturație de mare adâncime.

| Gaz      | Masa moleculară (kg/kmol) | Densitatea (kg/m3) | Numărul Wan der Waals | Solubilitate în apă (ml/l la 370C) | Solubilitate în grăsimi (ml/l la 370C) | Coeficient Mayer-Overton |
| -------- | ------------------------- | ------------------ | --------------------- | ---------------------------------- | -------------------------------------- | ------------------------ |
| Heliu    | 4                         | 0,18               | 0,034                 | 9,2                                | 17                                     | 1,85                     |
| Neon     | 20                        | 0,90               | 0,21                  | 10,6                               | 22                                     | 2,07                     |
| Hidrogen | 2                         | 0,09               | 0,24                  | 18,0                               | 57                                     | 3,17                     |
| Azot     | 28                        | 1,25               | 1,39                  | 14,5                               | 76                                     | 5,24                     |
| Argon    | 40                        | 1,78               | 1,34                  | 33,0                               | 150                                    | 4,54                     |
| Kripton  | 83,8                      | 3,75               | 2,32                  | 70,0                               | 490                                    | 7,00                     |
| Xenon    | 131                       | 5,90               | 4,19                  | 130,0                              | 1700                                   | 13,07                    |

Coeficientul Mayer-Overton = solubilitatea în grăsimi raportată la solubilitatea  în apă, în relație cu puterea narcotică.
Amestecul de respirație rezultat din combinarea oxigenului cu aceste gaze se mai numește și amestec de respirat sintetic.
Amestecurile gazoase sintetice sunt utilizate în scufundare pentru evitarea unor accidente de scufundare ca narcoza azotului, hiperoxia, S.N.I.P. (Sindromul Nervos al Înaltelor Presiuni).
După numărul componentelor principale din amestecul respirabil, acestea pot fi: 
- amestecuri binare (cu două componente)
- amestecuri ternare (cu trei componente).

## Amestecuri respirabile binare
Amestecurile binare, cel mai des utilizate în scufundare, sunt amestecurile azot-oxigen, (Nitrox) și amestecurile heliu-oxigen (Heliox).
Cele mai frecvente amestecuri de respirație binare utilizate în scufundări autonome sunt cele care utilizează următoarele concentrații ale oxigenului: 
- 30% (32% sau 32,5%),
- 40%,
- 50%,
- 60%,

Și aerul este un amestec respirabil binar (20% oxigen-80% azot), bineînțeles nesintetic.
Recent, se utilizează, în mod experimental, amestec binar hidrogen-oxigen (Hidrox) cu concentrații ale oxigenului mai mici de 4% și amestecuri neon-oxigen (Neox).

### Nitrox
Nitrox (N2-O2) este un amestec respirabil sintetic format din azot și oxigen. Aerul poate fi considerat un amestec respirabil format din 2i% oxigen și 79% azot.
Amestec supraoxigenat este un amestec respirabil în care oxigenul are o proporție mai mare de 21%.
Utilizarea unui amestec de respirație Nitrox este consemnată în anul 1912 când apare primul raport Westfalia Maschinenfabrik asupra utilizării amestecurilor azot-oxigen în aparatele autonome de scufundare.
În anul 1970 Morgan Wells începe mai multe experimente în cadrul „National Oceanic and Atmospheric Administration” (N.O.A.A.) pentru utilizarea amestecurilor azot-oxigen în timpul efectuării scufundărilor autonome cu caracter civil. Aceste experimente au avut la bază numeroase alte teste anterioare efectuate de către U.S.Navy începând cu anul 1943.

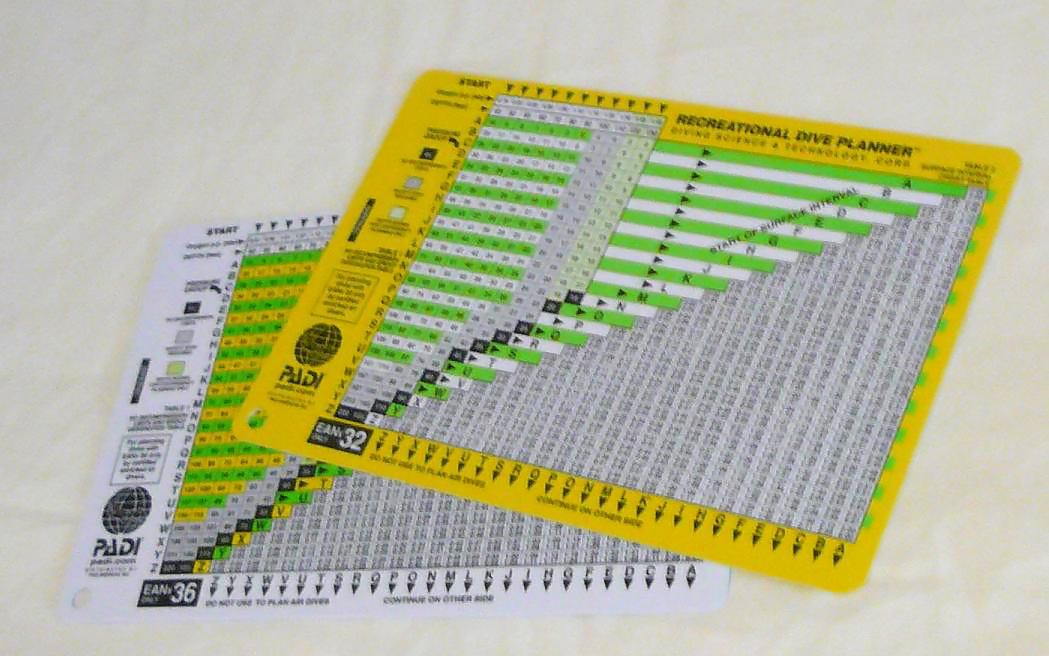
Tabele de scufundare Nitrox

În 1978 N.O.A.A. publică tabelele de decompresie "NOAA NITROX I" (68%N2/32%O2), iar în anul 1990 "NOAA NITROX II" (36%O2).
Dick Rutkowski un fost instructor de scufundare la NOAA, fondează IAND (International Association of Nitrox Divers) în anul 1985 și începe predarea primelor cursuri de scufundare cu amestec Nitrox. În anii următori apar mai multe asociații specializate în scufundare sportivă cu amestec respirator Nitrox.

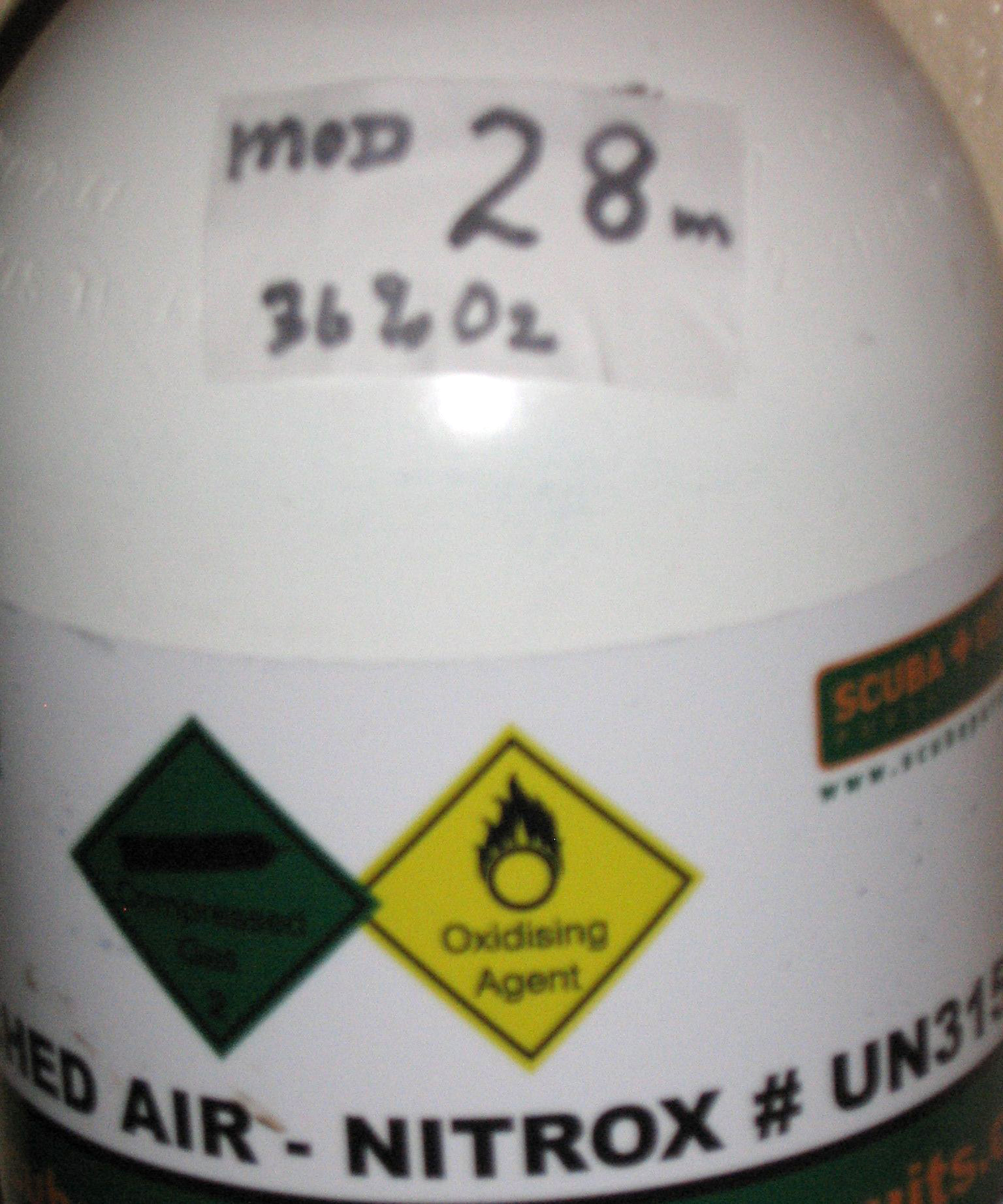
Butelie încărcată cu amestec azot-oxigen marcată pentru adâncimea maximă de 28 m și concentrație O_{2} de 36%

Amestecurile azot-oxigen (NITROX) supraoxigenate sunt utilizate în mod curent la aparatele de respirat sub apă autonome cu circuit deschis, închis, semiînchis și mixt la adâncimi de 18...54 m pentru scurtarea palierelor de decompresie și a micșorării rezistenței respiratorii, însă trebuie avut în vedere ca presiunea parțială a oxigenului să nu depășească limita de toxicitate, pentru a se preveni apariția hiperoxiei.
În scufundarea cu Nitrox se utilizează tabele de decompresie echivalente, corespunzătoare unei adîncimi mai mici decît cea reală.
Tabelele de decompresie după scufundări cu amestecuri gazoase binare azot-oxigen (NITROX) supraoxigenate au apărut ca urmare a necesității utilizării unor astfel de amestecuri, în vederea creșterii duratei de lucru sub apă și reducerii duratei decompresiei, deci în vederea creșterii randamentului scufundării. Amestecurile NITROX supraoxigenate, cele mai utilizate atât în scufundările autonome cât și în scufundările cu alimentare de la suprafață, pentru aparatele de respirat sub apă cu circuit deschis, semiînchis și închis, sunt amestecuri la care concentrația oxigenului este 30%, 32% (32,5%), 40%, 50% și 60%.
Adâncimea echivalentă se calculează cu relația:
{\displaystyle h_{ech}=h{\frac {(pN_{2})_{am}}{(pN_{2})_{aer}}}}
unde, 

hech este adâncimea echivalentă (m), 

h adâncimea la care se execută scufundarea (m),

(pN2)am presiunea parțială a azotului din amestecul respirator [bar (sc.abs.)], iar   

(pN2)aer este presiunea parțială a azotului din aer [bar (sc.abs.)].
Presiunile parțiale ale azotului din amestecul respirator și din aer se calculează cu relațiile:
(pN2)am = (rN2 )am · p
(p2)aer = (rN2 )aer · p
unde,                                                         

(rN2)am este participația volumetrică a azotului din amestecul respirator ,

(rN2)aer  participația volumetrică a azotului din aer, iar 

p este presiunea corespunzătoare adâncimii de scufundare [bar (sc.abs.)].
În cadrul Laboratorului Hiperbar de pe lângă Centrul de scafandri din Constanța, s-a renunțat la procedeul de decompresie care utiliza adâncimea echivalentă și s-au calculat tabele de decompresie specializate pentru scufundările cu amestecuri NITROX supraoxigenate, precum și tabele de decompresie pentru scufundări cu amestecuri NITROX în condiții de saturație având la bază o metodă de calcul asemănătoare metodei utilizate la calculul tabelului de decompresie după scufundări cu aer comprimat. Utilizarea acestor tabele de decompresie este mai performantă decât utilizarea metodei adâncimii echivalente.

### Heliox
Heliox (He-O2) este un amestec respirator sintetic format din heliu și oxigen.
Heliox-ul se folosește pentru scufundările efectuate la adâncime mare cum sunt scufundările efectuate cu aparate recirculatoare, scufundare cu alimentare de la suprafață, scufundare în saturație, pentru eliminarea efectelui narcotic al azotului și a hiperoxiei, precum și pentru diminuarea efortului respirator.
Principalele dezavantaje ale folosirii heliului sunt:
- datorită faptului că sunetul se propagă cu viteză mai mare în heliu decât în aer, vocea se schimbă cu o tonalitate specifică numit efect Donald Duck făcând aproape imposibilă comunicațiile radio cu scafandrii. Pentru diminuarea efectului se folosește un decodor de heliu.
- având conductivitate termică mai mare decât azotul, elimină căldura corpului de 5 ori mai rapid decât aerul
- preț de cost destul de ridicat.

### Hidrox
Hidrox (H2 - O2) este un amestec respirator sintetic alcătuit din oxigen și hidrogen folosit în activitățile de scufundare profesională la adâncimi mari.
Primele încercări de utilizare a hidrogenului în scufundare, ca înlocuitor al azotului și heliului, au fost efectuate de Marina Militară Suedeză. În anul 1945, inginerul suedez Arne Zetterström a efectuat o scufundare la 156 m adâncime în Marea Baltică folosind un amestec hidrogen-oxigen. Din păcate, Zetterström moare într-un accident de decompresie, pe timpul revenirii la presiunea atmosferică, datorat unei avarii la vinciul de ridicare, accident ce nu a avut nimic comun cu folosirea amestecului respirator Hidrox.
Principalele avantaje pentru care le are utilizarea hidrogenului în realizarea  amestecurilor respirabile sunt: 
- este un gaz ușor (de două ori mai ușor decât heliu)
- se găsește în mari cantități în natură

Experiențele efectuate pe animale, de Ralph W. Brauer în S.U.A., Hans Ornhagen în Suedia și echipa condusă de H. G. Delauze în Franța, au demonstrat că hidrogenul nu este toxic și că poate fi utilizat ca diluant al oxigenului în amestecuri respirabile în intervenții sub apă, la adâncimi de 300...500 m, cu posibilitatea de a se atinge pragul de 700 m adâncime, în condiții de securitate, confort și eficiență, pe care nici un alt gaz nu le permite.
Hidrogenul are însă dezavantajul că, în amestec cu peste 4% oxigen, devine în mod spontan exploziv. Din acest motiv, concentrația volumică de oxigen din amestecul respirabil hidrogen-oxigen trebuie să fie mai mică de 4% ( rO2 < 0,04).

### Neox
Neox (Ne-O2) este un amestec respirabil sintetic binar format din oxigen și neon folosit recent în activitățile de scufundare.
Datorită proprietăților sale de a nu distorsiona spectrul sonor și de a fi un izolant termic superior heliului, neonul a devenit un subiect de cercetare în domeniul amestecurilor respirabile sintetice utilizate în activități subacvatice.

Prezintă dezavantajul de a avea un preț de cost foarte ridicat, precum și dificultăți sporite în tratarea unui accident de decompresie datorită tabelelor de recompresie mult mai complexe.

Amestecul respirabil Neox a fost folosit cu succes în scufundări simulate în laborator hiperbaric până la adâncimea de 300 m.

### Argox
Argox sau Argonox (Ar-O2) este amestecul respirator sintetic alcătuit din argon și oxigen.
În teorie, argox ar putea fi folosit ca un gaz de decompresie la palierele de mică adâncime 3 m...15 m (20% O2, 80% Ar). Argox  nu poate fi utilizat pentru scufundări mai profunde din cauza efectelor sale narcotice.

Argonul este un gaz inert foarte narcotic, mult mai narcotic decât azotul și de asemenea foarte dens, ce conduce la dificultăți respiratorii la adâncimi mai mari, însă nu produce distorsionarea vocii ca heliul.
Argox este încă foarte rar utilizat și testat ca și gaz pentru respirație, argonul fiind cel mai adesea utilizat în stare pură pentru umflarea costumelor uscate de scufundare pentru că are o conductivitate termică mai scăzută (68% față de aer) și un preț de cost relativ ieftin. Heliul nu se pretează pentru costumele uscate din cauza conductivității termice mai mari.

## Amestecuri ternare
Se mai numesc și Trimix și sunt alcătuite din oxigen, azot și heliu sau oxigen, heliu și hidrogen acesta din urmă numindu-se Hidreliox.
Trimix este utilizat în aparatele recirculatoare pentru scufundări la adâncime mare în peșteri, la epave, precum și în scufundările profesionale cu alimentare de la suprafață, case submarine sau scufundări simulate în laboratoare hiperbare.
De regulă, concentrația de heliu este superioară celei de azot pentru diminuarea efectelor narcozei azotului, iar concentrația oxigenului este în funcție de limitele de adâncime impuse de scufundare pentru evitarea apariției intoxicației cu oxigen (hiperoxia).

### Hidreliox
Hidreliox (H2 - He - O2) este un amestec sintetic ternar ce are în componență oxigen, heliu și hidrogen. Este utilizat în special în scufundările profunde simulate din laboratoare hiperbare la adâncimi de peste 130 m. Prezența heliului diminuează efectele S. N. I. P.

Hidreliox a fost folosit cu succes în scufundări simulate la adâncimi de peste 500 m, de către firma Comex S.A. ,Franța, într-o serie de experimente care au culminat în anul 1992 cu experimentul uman HYDRA  X la 701 m adâncime.
| Scufundarea       | Adâncime (m) | Presiune Hidreliox (bar) | Presiunea parțială H2 (bar) | Timp de expunere (zile) | Număr de scafandri |
| ----------------- | ------------ | ------------------------ | --------------------------- | ----------------------- | ------------------ |
| HYDRA V (1985)    | 450          | 46                       | 25                          | 18                      | 3                  |
| HYDRA VI (1986)   | 520          | 53                       | 24                          | 15                      | 8                  |
| HYDRA VIII (1988) | 520/534      | 53/54,4                  | 25                          | 18                      | 6                  |
| HYDRA X (1992)    | 675/701      | 68,5/71,1                | 20                          | 29                      | 3                  |

## Limite de adâncime
| Adâncime (m) | Amestec           | Factori limitatori   |
| ------------ | ----------------- | -------------------- |
| 0...60       | Aer (NITROX)      | Narcoza azotului     |
| 60...150     | HELIOX            | -                    |
| 60...200     | HIDROX            | Narcoza hidrogenului |
| 150...450    | HELIOX /HIDRELIOX | SNIP                 |
| 450...700    | HIDRELIOX         | SNIP                 |

## Fabricarea amestecurilor respirabile sintetice

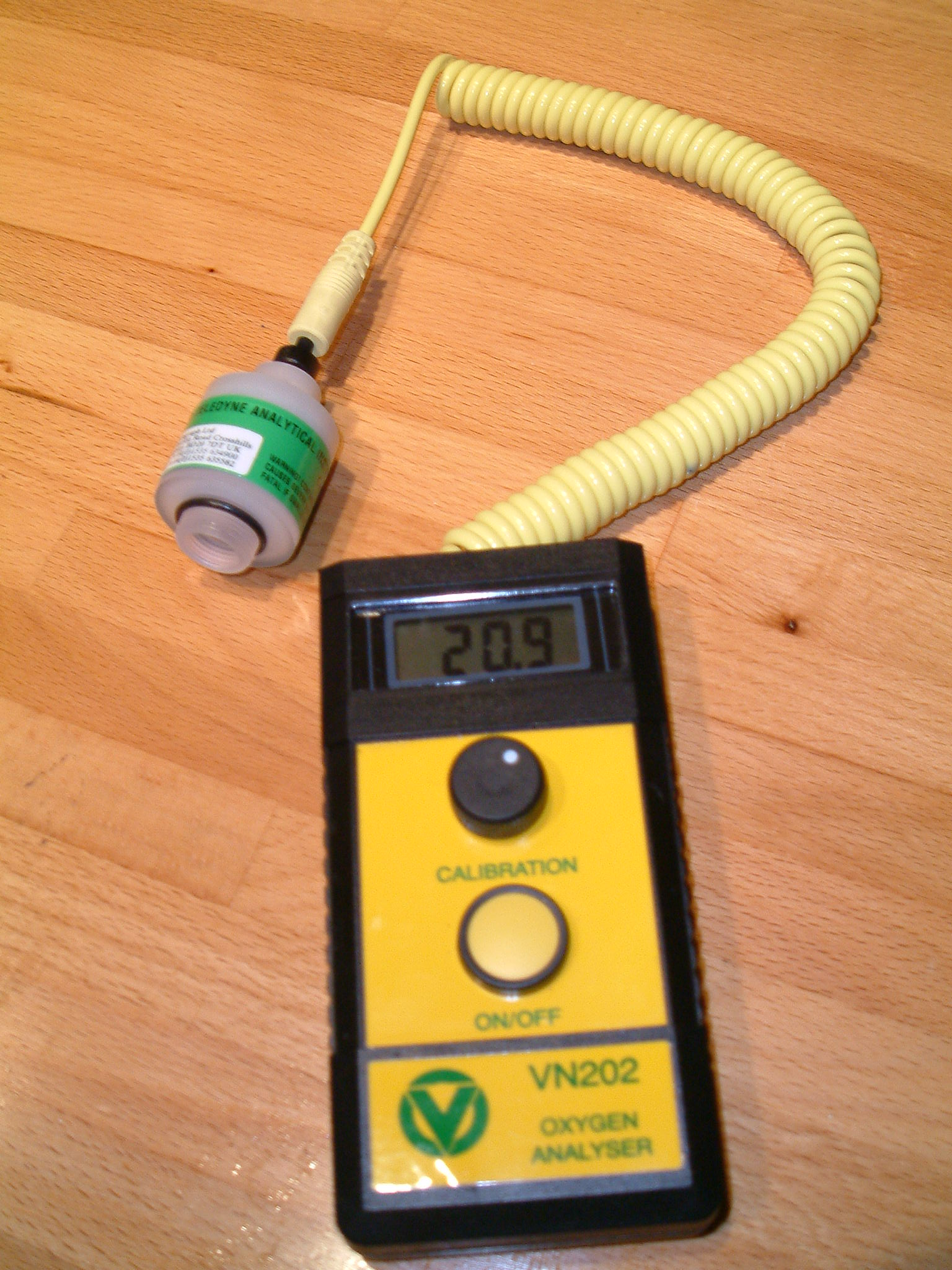
Analizor de oxigen

Amestecurile respirabile de gaze se fabrică prin comprimarea gazelor componente (gaze pure sau amestecuri) în butelii cu volume cunoscute și la temperatură constantă.
După fabricare, amestecurile se lasă 12...24 ore apoi se analizează.
Principalele instrumente de măsură necesare fabricării amestecurilor respirabile de gaze sunt manometrul cu clasă de precizie corespunzătoare și analizorul de oxigen cu senzor electrochimic.
Schema de fabricare a amestecurilor respirabile sintetice se bazează pe principiul conform căruia presiunea parțială a unui gaz este egală cu suma presiunilor parțiale ale gazelor ce intră în componența amestecului (Legea lui Dalton).

## Fabricarea amestecurilor respirabile binare
- Amestecurile azot-oxigen (Nitrox) se fabrică prin injectarea aerului comprimat într-un recipient în care se află oxigen (medicinal)[3] la o anumită presiune.
- Amestecurile heliu-oxigen (Heliox) se fabrică prin injectarea de oxigen într-un recipient în care se află heliu la o anumită presiune.

## Fabricarea amestecurilor respirabile ternare
Pentru fabricarea amestecurilor ternare heliu-azot-oxigen se pot utiliza fie heliu și aer, fie heliu și amestec binar azot-oxigen (Nitrox): 
- Amestecuri ternare din heliu și aer, presurizându-se mai întâi recipientul cu heliu, apoi se continuă presurizarea cu aer
- Amestecuri ternare din heliu și amestec binar azot-oxigen fabricându-se mai întâi amestecul binar Nitrox care apoi se injectează în recipient peste heliu.

## Corectarea amestecurilor respirabile
La fabricarea amestecurilor respirabile sintetice pot interveni neconcordanțe între calculul teoretic și rezultatul analizei datorită unor factori cum ar fi: 
- temperatura gazului folosit
- eroarea manometrelor
- volumul interior al furtunelor
- impuritatea gazelor din amestec

Erorile admise la fabricarea amestecurilor respirabile sintetice pentru scufundări sunt:
| % Oxigen | Eroare  |
| -------- | ------- |
| 10 %     | ± 1 %   |
| 10...5 % | ± 0,5 % |
| 5 %      | ± 0,1 % |

## Instalații pentru fabricarea amestecurilor respirabile
Instalația este alcătuită  dintr-un compresor de aer, la ieșirea căruia s-a prevăzut un element de filtrare suplimentar pentru eliminarea tuturor urmelor de ulei. De aici, aerul sub presiune este trimis la un tablou de măsură și control. Acesta comportă și o a doua intrare și anume intrarea oxigenului pur furnizat de butelii de oxigen de 50 l cu oxigen stocat la 200 bar (sc. man.). Cele două circuite, echipate cu robinete și clapete anti-retur, duc la un ansamblu de butelii tampon unde se stochează amestecul Nitrox primar obținut prin amestecare de oxigen și aer. 

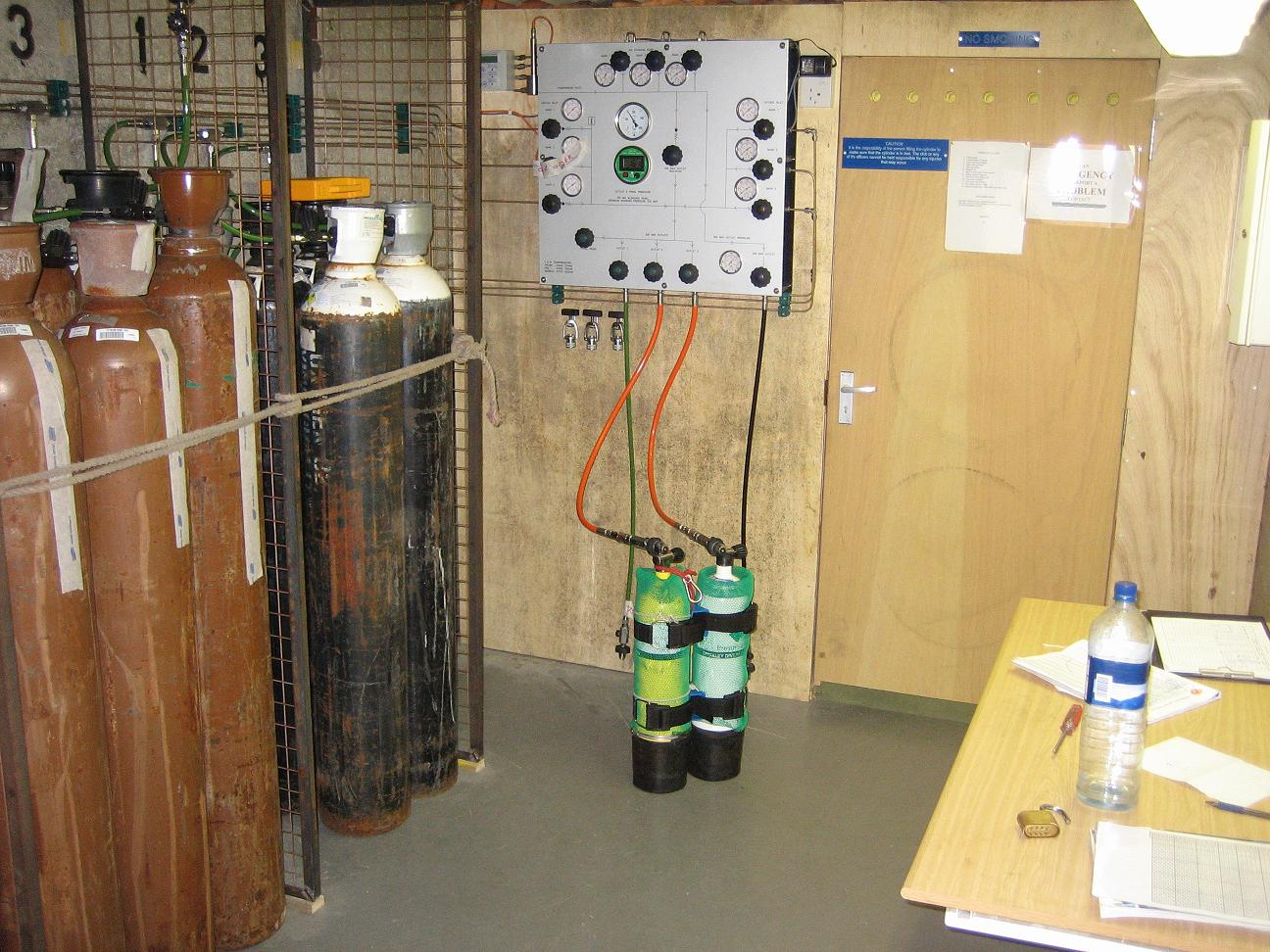
Instalație pentru fabricarea amestecurilor respiratorii

Partea de circuit cuprinsă între buteliile de oxigen pur și buteliile tampon de Nitrox trebuie degresate conform normelor de lucru cu oxigen, prin restul circuitelor de umplere, între buteliile tampon și buteliile de scufundare, degresarea nu este necesară deoarece circulă amestecuri Nitrox cu un procentaj de oxigen mai scăzut.
Pentru prepararea de amestecuri respirabile binare sau ternare în cantitate mare și foarte mare care să asigure stocaje importante de amestecuri pentru scufundări colective, se utilizează instalații de fabricare a amestecurilor respirabile de mari dimensiuni amplasate în locații fixe.
Pentru prepararea locală de amestecuri respirabile binare sau ternare se pot utiliza instalații portabile de mici dimensiuni alcătuite dintr-un tablou de măsură și control de mici dimensiuni, mobile, prevăzut cu trei branșamente, pentru intrare oxigen pur de la o butelie de oxigen medical, pentru intrare aer comprimat de la un compresor portabil și pentru ieșire gaze către butelia de scufundare. Fiecare circuit este echipat cu câte un manometru, umplerea buteliei de scufundare fiind reglată printr-un manometru de precizie digital.